# Claude Barrat
Pour les articles homonymes, voir Barrat.
Claude Barrat, né en 1658 à Troyes dans l'actuel département de l'Aube et mort en 1711 à Placentia à Terre-Neuve, est un greffier et clerc au service du gouverneur de l'Île Jacques-François de Monbeton de Brouillan.
Il arrive à Terre-Neuve en 1691. Claude Barrat avait épousé Jeanne Quisence à Saint-Malo, en 1681.
Le 5 mars 1696, le gouverneur de Terre-Neuve, Jacques-François de Monbeton de Brouillan le nomme notaire et clerc au siège administratif colonial de Plaisance.
Claude Barrat commet un détournement de fonds, à la suite duquel l’administrateur Joseph de Monic le suspend de ses fonctions. Sa femme passe alors en Acadie, où elle établit un commerce et tient cabaret à Port-Royal en Acadie. Claude Barrat veut aller rejoindra sa femme en Acadie, mais l'administrateur le maintien dans l'île tant qu'il n'a pas régler ses dettes. Pendant ce temps, sa femme devient la protégée du gouverneur et réside chez lui. L’évêque de Québec intervient auprès du roi et Louis XIV ordonne qu’on la renvoie à son mari. Elle préfère passer en France en 1704. Le gouverneur la rejoint puis doit repartir pour l'Acadie où il meurt. Madame Barrat s'en retourne également en Acadie, pensant retrouver son amant de gouverneur. Finalement, avec le temps, elle se résout à rejoindre son mari et leurs enfants à Terre-Neuve. 
Claude Barrat meurt en 1711 à Plaisance entouré de sa femme et de ses deux enfants.